# Webb-Nunatakker
Die Webb-Nunatakker sind eine Gruppe von Nunatakkern im westantarktischen Queen Elizabeth Land. In der Neptune Range der Pensacola Mountains ragen sie 3 km westlich des Madey Ridge auf.
Der United States Geological Survey kartierte sie anhand eigener Vermessungen und Luftaufnahmen der United States Navy aus den Jahren von 1956 bis 1966. Das Advisory Committee on Antarctic Names benannte sie 1968 nach Dalton Dillard Webb Jr. (1929–1978), Elektroingenieur und Mitglied der United States Air Force Electronics Test Unit in den Pensacola Mountains von 1957 bis 1958.